# ウルディン
ウルディン（Uldin, ? - 412年?）は、東ローマ皇帝アルカディウス（394年 – 408年）とテオドシウス2世（408年 – 450年）の治世期にドナウ川以遠に居住していたフン族の族長の一人である。

## 生涯
ウルディンは個人名が知られる歴史上初めてのフン族である。400年12月にウルディンはローマに反逆したゴート族のガイナスを斬首して、その首をコンスタンティノープルのアルカディウス帝へ送り、見返りに莫大な贈物を受け取った。
406年、ラダガイスス（en）の蛮族集団がイタリアへ侵入した際にウルディンはフン族の一団と同盟部族のスキール族（en）を率いて西ローマ帝国のマギステル・ミリトゥム（軍事司令官）スティリコに雇用されている。スティリコは蛮族集団を撃滅し、ウルディンは捕虜たちを売り払った。
408年、ウルディンはモエシアへ侵攻してカストラ・マルティス要塞を占領した。それから、ウルディンはトラキアへ侵入した。東ローマ帝国は和平交渉を行ったが、ウルディンは「私が望めば、太陽が照らす場所はどこでも征服できる」と言い、莫大な貢納金を要求した。このため、東ローマ帝国はウルディンの部下たちを買収した。多数の兵士が逃亡してしまい、翌409年初頭にウルディンは東ローマ帝国軍に撃退され、多くの兵を失って撤退を余儀なくされた。この後、ウルディンは史料上から姿を消している。
ウルディンの立場についてはアッティラへと継承されるフン族全体の王とする見方もあったが、近年では彼は複数いた軍事指導者の一人であったと考えられている。